# Сан-Салвадор (Визеу)
Сан-Салвадор (порт. São Salvador) — район (фрегезия) в Португалии, входит в округ Визеу. Является составной частью муниципалитета Визеу. Входит в экономико-статистический субрегион Дан-Лафойнш, который входит в Центральный регион.

## История
По старому административному делению входил в провинцию Бейра-Алта.

## Население
Население составляет 3087 человек на 2001 год.

## География
Занимает площадь 5,07 км².